# Lura (instrument muzyczny)
Lura lub lur (dun., szw. lur) – skandynawski muzyczny instrument dęty, zazwyczaj w kształcie litery S, o długości dochodzącej do 2 m, wykonany z brązu lub drewna, zazwyczaj bogato zdobiony.
Pierwotnie lury prawdopodobnie składały się z kilku połączonych rogów zwierzęcych.
Lury brązowe pochodzące z epoki brązu odnaleziono w Danii, Norwegii, Szwecji, w północnych Niemczech, a jeden na Łotwie. Były to najprawdopodobniej instrumenty mające zastosowanie w wojsku, spotykane także jako dary grobowe (często parami).
Lury miały duże znacznie w kulturze północnej Europy. Odniesienia do nich odnaleźć można w islandzkich sagach, wspomina je też Saxo Gramatyk. Stanowią również przykład wysokich osiągnięć ówczesnego kunsztu rzemieślniczego.
Ze średniowieczem związane są skandynawskie lury drewniane, używane w wojsku (do sygnalizacji i zastraszania przeciwnika) oraz przez pasterzy bydła.

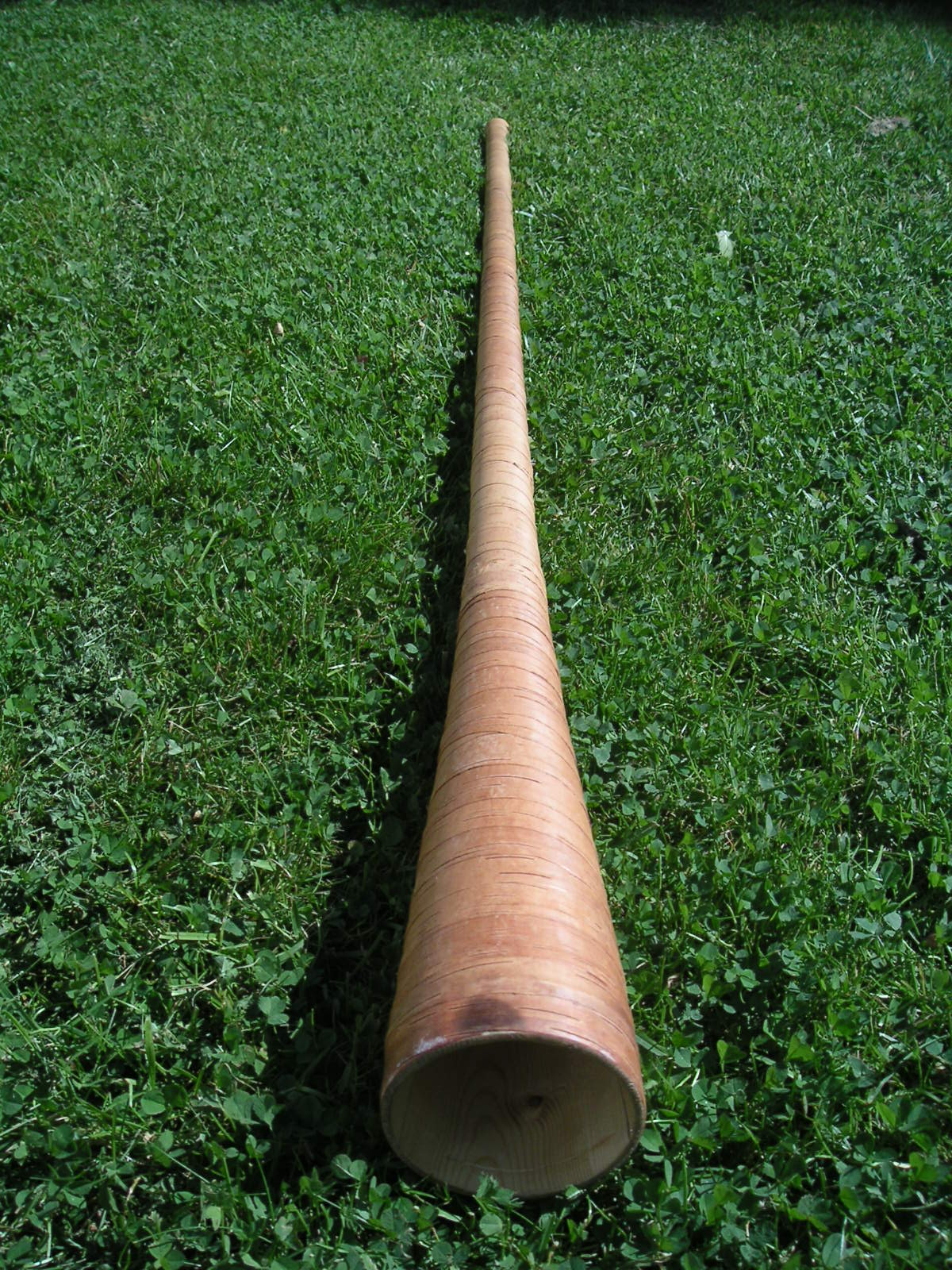
Norweska lura drewniana